# Aquis

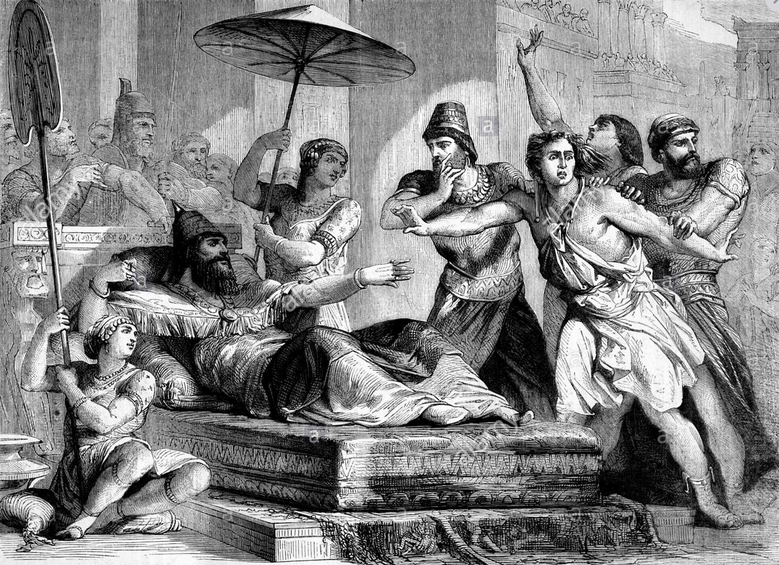
Davi (à direita) finge loucura diante de Aquis (deitado), ilustração do século XIX

Aquis foi um rei filisteu de Gate, que reinou durante o tempo dos reinados dos reis israelitas Saul, Davi e Salomão. Era filho de Maoque ou Maacá, e no cabeçalho do Salmo 34: é chamado Abimeleque, talvez um título similar a Faraó ou Czar.

## Durante o reinado de Davi
Por duas vezes, Davi, quando estava fugindo de Saul, encontrou refúgio nos domínios do Rei Aquis. Na primeira ocasião, quando se suspeitou de que era inimigo, Davi fingiu insanidade mental, e Aquis permitiu que ele fosse embora, como um doido inofensivo. Na segunda visita, Davi estava acompanhado de 600 guerreiros e de suas famílias, e, assim, Aquis os designou a morar em Ziclague. Durante o ano e quatro meses em que estiveram ali, Aquis acreditava que o grupo de Davi estava fazendo incursões contra as cidades da Judeia, ao passo que Davi, na realidade, estava saqueando os gesuritas, os girzitas e os amalequitas. Tão bem sucedida foi esta burla, que Aquis realmente fez de Davi seu guarda-costas pessoal quando os filisteus estavam organizando um ataque contra o Rei Saul, e somente no último momento, por insistência dos outros "senhores do eixo" dos filisteus, é que Davi e seus homens foram mandados de volta a Ziclague. Quando Davi se tornou rei e guerreou contra Gate, pelo que parece, Aquis não foi morto. Ele viveu até o reinado de Salomão.